# Oualata
Oualata eller Walata (arabisk:  ولاته) er en by i Hodh Ech Charguiregionen i det sydøstlige Mauretanien, med 11.779 indbyggere (2000).
Byen blev grundlagt i 1000-tallet, da som en del af Ghanariget. Byen blev ødelagt og forladt i 1076, men blev genopbygget i 1224 og blev snart en vigtig station i Trans-Sahara-handelen, og et vigtig islamisk lærested, med op til seks koranskoler i virksomhed samtidig. I dag er byen kendt for sit manuskriptmuseum og for den traditionelle arkitektur med imponerende dekorationer.
Byen kom i 1996 på UNESCOs verdensarvliste, sammen med byerne Chinguetti, Tichitt og Ouadane, som alle har tilsvarende ksar-byanlæg. En ksar (flertal ksour) er et landsby- eller bysamfund bestående af sammenbyggede murede huse. Sådanne byanlæg er almindelige i dele af Nordafrika, særlig syd for Atlasbjergene. UNESCO lagde vægt på byernes velbevarede middelalder-byplan, på deres rolle for karavanefarten og nomadekulturen i Sahara, og deres rolle som centre for islamisk kultur og lærdom.

## Eksterne kilder og henvisninger
- Wikimedia Commons har flere filer relateret til Oualata
- walata.org Arkiveret 1. juli 2012 hos  Wayback Machine
- lexicorient.com om Oualata Arkiveret 30. oktober 2007 hos  Wayback Machine
- Billeder